# Sielsowiet Prybytki
Sielsowiet Prybytki (biał. Прыбыткаўскі сельсавет, ros. Прибытковский сельсовет) – sielsowiet na Białorusi, w obwodzie homelskim, w rejonie homelskim, z siedzibą w Prybytkach.

## Demografia
Według spisu z 2009 sielsowiet Prybytki zamieszkiwało 5714 osób, w tym 4413 Białorusinów (77,23%), 942 Rosjan (16,49%), 280 Ukraińców (4,90%), 11 Polaków (0,19%), 10 Tatarów (0,18%), 7 Azerów (0,12%), 6 Ormian (0,11%), 6 Niemców (0,11%), 4 Greków (0,07%), 27 osób innych narodowości i 8 osób, które nie podały żadnej narodowości.

## Geografia i transport
Sielsowiet położony jest w środkowowschodniej części rejonu homelskiego. Od północy graniczy z Homlem. Przebiegają przez niego linia kolejowa Nawabielickaja – Kraucouka oraz drogi magistralne M8 i M10. Na terenie sielsowietu znajduje się także, obecnie zamknięte, dawne lotnisko wojskowe Ziabrauka.

## Miejscowości
- agromisteczko
  - Prybytki
- wsie:
  - Dujanauka
  - Klimauka
  - Rudnia Prybytkauskaja
- osiedla:
  - Budziłka
  - Cahielnia
  - Karawyszań
  - Ziabrauka